# Cantonul Villefranche-de-Lonchat
Cantonul Villefranche-de-Lonchat este un canton din arondismentul Bergerac, departamentul Dordogne, regiunea Aquitania, Franța.

## Comune
| Comune                  | Populație (1999) | Cod poștal | Cod INSEE |
| ----------------------- | ---------------- | ---------- | --------- |
| Carsac-de-Gurson        | 196              | 24610      | 24083     |
| Minzac                  | 452              | 24610      | 24272     |
| Montpeyroux             | 448              | 24610      | 24292     |
| Moulin-Neuf             | 889              | 24700      | 24297     |
| Saint-Géraud-de-Corps   | 181              | 24700      | 24415     |
| Saint-Martin-de-Gurson  | 611              | 24610      | 24454     |
| Saint-Méard-de-Gurçon   | 775              | 24610      | 24461     |
| Saint-Rémy              | 421              | 24700      | 24494     |
| Villefranche-de-Lonchat | 976              | 24610      | 24584     |